# Personnages de Melrose Place
 (décembre 2013).
Si vous disposez d'ouvrages ou d'articles de référence ou si vous connaissez des sites web de qualité traitant du thème abordé ici, merci de compléter l'article en donnant les références utiles à sa vérifiabilité et en les liant à la section « Notes et références ».

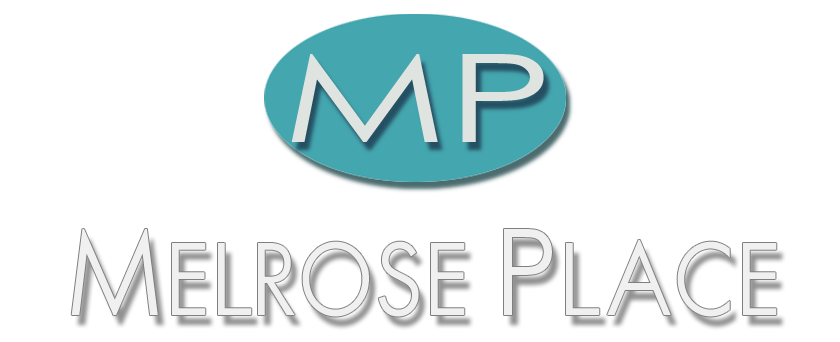
Logo de la série Melrose Place

Cet article présente les personnages de la série télévisée Melrose Place.

## Classement des acteurs en prenant en compte leur importance dans la trame scénaristique et la popularité de leurs personnages
Sont considérés comme personnages principaux ceux qui sont mentionnés dans le générique du feuilleton lors des saisons indiquées (crédités en tant que vedettes).
| Personnage                | Acteur/actrice        | Saisons                                 | Saisons                                 | Saisons              | Saisons | Saisons                                      | Saisons                                      | Saisons |
| Personnage                | Acteur/actrice        | 1                                       | 2                                       | 3                    | 4       | 5                                            | 6                                            | 7       |
| ------------------------- | --------------------- | --------------------------------------- | --------------------------------------- | -------------------- | ------- | -------------------------------------------- | -------------------------------------------- | ------- |
| Amanda Woodward           | Heather Locklear      | 1.21-1.32                               |                                         |                      |         |                                              |                                              |         |
| Alison Parker             | Courtney Thorne-Smith |                                         |                                         |                      |         |                                              |                                              |         |
| Billy Campbell            | Andrew Shue           |                                         |                                         |                      |         |                                              |                                              |         |
| Michael Mancini           | Thomas Calabro        |                                         |                                         |                      |         |                                              |                                              |         |
| Sydney Andrews†           | Laura Leighton        | 1.19-1.20                               |                                         |                      |         |                                              |                                              |         |
| Kimberly Shaw†            | Marcia Cross          | 1.11,1.18,1.25-1.26,1.28-2.12,2.27-2.32 | 1.11,1.18,1.25-1.26,1.28-2.12,2.27-2.32 |                      |         |                                              |                                              |         |
| Jake Hanson               | Grant Show            |                                         |                                         |                      |         |                                              |                                              |         |
| Jane Mancini              | Josie Bissett         |                                         |                                         |                      |         |                                              | 6.31-6.34                                    |         |
| Jo Reynolds               | Daphne Zuniga         |                                         |                                         |                      |         |                                              |                                              |         |
| Matthew Fielding          | Doug Savant           |                                         |                                         |                      |         |                                              |                                              |         |
| Peter Burns               | Jack Wagner           |                                         |                                         | 3.06-3.18, 3.31-3.32 |         |                                              |                                              |         |
| Brooke Armstrong Campbell | Kristin Davis         |                                         |                                         | 3.23-3.32            |         |                                              |                                              |         |
| Kyle Mcbride              | Rob Estes             |                                         |                                         |                      |         |                                              |                                              |         |
| Taylor Mcbride            | Lisa Rinna            |                                         |                                         |                      |         |                                              |                                              |         |
| Megan Lewis               | Kelly Rutherford      |                                         |                                         |                      |         |                                              |                                              |         |
| Lexi Sterling             | Jamie Luner           |                                         |                                         |                      |         |                                              |                                              |         |
| Samantha Reilly           | Brooke Langton        |                                         |                                         |                      |         |                                              |                                              |         |
| Brett Cooper              | Linden Ashby          |                                         |                                         |                      |         |                                              |                                              |         |
| Jennifer Mancini          | Alyssa Milano         |                                         |                                         |                      |         | 5.28-5.34                                    |                                              |         |
| Craig Field               | David Charvet         |                                         |                                         |                      |         | invité 5.05-5.27 puis principale 5.28 à 6.17 | invité 5.05-5.27 puis principale 5.28 à 6.17 |         |
| Rhonda Blair              | Vanessa Williams      |                                         |                                         |                      |         |                                              |                                              |         |
| Ryan McBride              | John Haymes Newton    |                                         |                                         |                      |         |                                              |                                              |         |
| Sandy Harling             | Amy Locane            | principale 1.01 à 1.13                  |                                         |                      |         |                                              |                                              |         |

- Principal(e)
- Récurrent(e)
- Invité(e) spécial(e)
- Absent(e)

## Personnages

### Billy Campbell
Billy emménage avec Alison Parker après que sa colocataire ait déménagé au milieu de la nuit. Dans la première saison, il est un écrivain en herbe et chauffeur de taxi. Il travaille plus tard pour un journal, puis commence à travailler chez D&D Advertising avec Alison et Amanda. Sa relation avec Alison commence de manière platonique. Dans la première saison, il sort brièvement avec Amanda et elle tombe enceinte de son enfant, mais fait rapidement une fausse couche. Après cela, lui et Alison se mettent ensemble. Lui et Alison se fiancent dans la saison deux, mais elle a froid aux yeux le jour du mariage en raison de problèmes personnels avec son père. Bien qu’il n’ait pas de relation amoureuse avec Alison, il est toujours là pour l’aider en cas de besoin. À la fin de la troisième saison, après qu’Alison ait déménagé à Hong Kong pour une offre d’emploi, il épouse sa collègue Brooke Armstrong. Son mariage avec Brooke met à rude épreuve son amitié avec Alison. Après la mort de Brooke, Billy est devenu très en colère et hostile envers les autres. Ces sentiments finissent par disparaître, après qu’il se soit rendu sur la tombe de Brooke.
Dans la saison 5, il entame une romance avec Samantha Reilly, et dans la saison 6, ils se marient. Le mariage se termine après que Samantha ait eu une liaison avec le joueur de baseball, Jeff Baylor, en même temps que Billy s’est intéressé à Jennifer Mancini. Billy et Jennifer sont tombés amoureux, et dans la saison 7, Billy reçoit une offre d’emploi à Rome, et les deux quittent Melrose Place ensemble.

### Peter Burns
Le Dr Peter Burns apparaît pour la première fois dans la troisième saison en tant que chef du personnel du Wilshire Memorial Hospital, où Michael, Kimberly et Matt travaillent également. Il a été en couple avec Amanda à plusieurs reprises. Il est souvent très manipulateur avec les gens, en particulier Michael et Amanda. Dans la saison quatre, après que Kimberly ait été institutionnalisée, il s’intéresse à elle de manière romantique et essaie également de l’aider à reprendre sa vie en main. Vers la fin de la saison quatre, alors que Kimberly dirige un hôpital psychiatrique sous la personnalité de « Betsy », elle fait interner Peter, malgré le fait qu’il soit sain d’esprit, alors qu’elle ne l’est pas. Michael et Amanda finissent par le sauver. Après avoir été secouru, il est révélé que son vrai nom est Peter Howell, et qu’il était autrefois marié à une femme nommée Beth, aujourd’hui décédée.
Dans la saison cinq, il est révélé que Beth est la sœur de Taylor, et il finit par commencer une relation avec Taylor, alors qu’il est toujours marié à Amanda. Cette liaison mettrait fin à son mariage et au mariage de Taylor avec Kyle. Alors que sa relation avec Taylor commençait à se détériorer, Taylor lui a dit qu’elle était enceinte pour tenter de le sauver. Ce plan ne fonctionne cependant pas, car il découvre la vérité et l’humilie à leur mariage.
Peter a ensuite entamé une relation avec Lexi, mais il a rompu la relation parce qu’il avait encore des sentiments pour Amanda. Peter a tenté de récupérer Amanda sans succès, alors il a commencé une relation avec Eve. Peu de temps après, Peter et Eve se sont mariés. Bien que Lexi ait essayé de les séparer, Peter et Eve sont restés ensemble. Leur relation a cependant commencé à échouer lorsque Peter et Amanda sont partis en voyage d’affaires et sont redevenus proches, réalisant qu’ils se sont toujours aimés, peu importe avec qui ils sont, ce qui a conduit Peter à être infidèle à Eve. Eve et Peter divorcent ensuite.
Quand Eve découvre qu’Amanda était coupable d’un meurtre pour lequel elle a été emprisonnée avant la série, Eve devient mentalement instable et devient destructrice envers leur relation.
À la fin de la série, Peter et Amanda sont devenus riches et ont déménagé sur une île, fuyant le pays pour éviter la prison. Le couple se marie alors et décide de fonder une famille, et Peter dit qu’ils nommeront leurs enfants d’après les anciens résidents de Melrose Place, promettant à Amanda qu’ils ne nommeront aucun de leurs enfants d’après Kimberly.

### Kyle Mcbride
Kyle apparait pour la première fois dans la saison cinq, avec sa femme, Taylor, Kyle est un ancien Marine et un chef cuisinier de Boston. Il est révélé qu’avant l’émission, il a eu une liaison avec Jennifer. Après s’être disputé avec Taylor, il a eu une brève liaison avec Sydney, tandis que Taylor a eu une liaison avec Peter. Il possède son propre restaurant appelé Kyle’s. Après qu’Amanda ait proposé un arrangement commercial dans lequel elle investirait dans un club de jazz appelé The Upstairs, que Kyle avait rêvé de posséder, les deux ont prévu de divorcer de cette façon que chacun de leurs conjoints infidèles (Taylor et Peter) n’aurait aucun droit légal sur l’entreprise. Kyle était dévasté par le divorce parce que ses parents étaient mariés depuis 35 ans et qu’il avait espéré la même chose. Pendant ce temps, lui et Amanda se sont embrassés, mais ils ont tous deux convenu de ne pas poursuivre leur relation. Cependant, ils ont finalement commencé une relation sérieuse et ils se sont mariés dans la saison 6. Avant leur mariage, Kyle a commencé à faire des cauchemars avec une femme, Christine Denton, qu’il connaissait pendant son séjour dans les Marines. Christine était morte pendant la guerre du Golfe, mais Taylor, avec l’ancien ami de Kyle et camarade Marine, Nick Reardon, a engagé une femme pour se faire passer pour Christine afin de séparer Kyle et Amanda. Lorsque Kyle n’était pas intéressé à retourner avec la fausse Christine, elle a fait semblant d’être suicidaire le jour de leur mariage, reportant le mariage, alors que Kyle sortait pour la sauver. Cependant, Nick a accidentellement tué Tiffany (« Christine »), et lui et Taylor l’ont mise sur les voies ferrées, faisant croire qu’elle s’était suicidée.
Kyle et Peter ont pu mettre leurs différences de côté et devenir amis. Kyle et Amanda décident plus tard d’avoir un bébé ensemble, mais Kyle est informé qu’il est stérile. Après l’avoir découvert, il développe un problème d’alcool. Quand Amanda découvre qu’elle est enceinte, il l’accuse de le tromper et il la jette d’un balcon, provoquant une fausse couche. Il découvre plus tard qu’il a été mal diagnostiqué, que le bébé était le sien et qu’Amanda était fidèle. Cependant, son problème d’alcool l’a amené à divorcer avec Amanda, et elle a retrouvé Peter.
Par la suite, il a commencé une relation avec Jane. Lorsque Jane a découvert qu’elle était enceinte du bébé de Michael, Kyle accepte de l’aider à l’élever et ils continuent à vivre ensemble heureux.

### Megan Lewis
Quand Megan apparaît pour la première fois dans la cinquième saison de la série, elle est une call-girl engagée par Kimberly Shaw pour avoir des relations sexuelles avec Michael. Leur relation devient cependant plus profonde et ils se marient dès que le divorce entre lui et Kimberly est prononcé. Megan reste une amie proche de Kimberly, elle est présente pour elle jusqu'à sa mort.
Après le décès de Kimberly, son mariage avec Michael, au départ heureux, est entravé par la liaison extraconjugale que Michael a eu avec Taylor McBride. Megan demande le divorce mais après qu'elle a été poignardée par Marion Shaw, la mère instable de Kimberly, Michael tente de revenir vers elle et elle se laisse attendrir.
À la suite d'une énième manipulation de Michael, Megan le quitte définitivement. Ils conservent cependant une relation amicale privilégiée.
Elle s'engage plus tard avec un médecin, Brett Cooper (Linden Ashby). Alors que leur couple semblait fonctionner et qu'ils comptaient se marier, Lexi Sterling demande à Brett de l'épouser une nouvelle fois pour respecter le testament de son père et hériter de dix millions de dollars à se partager. Au début, Megan accepte cette situation mais après avoir appris que Brett l'avait trompée avec Lexi, elle décide de le quitter. Brett, pour reconquérir Megan, tente de tuer Lexi. Megan, ayant compris ses intentions, l'en empêche. Brett quitte la ville. Megan et Lexi deviennent alors amies et pour la remercier, Lexi lui donne un poste dans son agence de publicité Sterling Conway Advertising.
Après avoir brièvement tenté de revenir vers Michael, elle s'éprend du jeune frère de Kyle McBride, Ryan. Celui-ci a une fille de neuf ans, Sarah, qu'elle décide d'élever avec lui.

### Samantha Reilly
Samantha arrive dans la série à partir de la saison 4 en tant que nouvelle colocataire de Jane Mancini. Elle travaille en tant qu'artiste indépendante, mais graduellement, obtiendra un poste de graphiste publicitaire chez "Amanda Woodward Advertising". Elle a commis le meurtre accidentel de Sydney Andrews en la fauchant en voiture par inadvertance lors de son mariage.
Samantha commence une romance avec Billy Campbell, qui sortait d'une dépression due à la mort de sa femme, Brooke Armstrong. Les deux vont se marier et vont s'installer ensemble. Mais leur mariage battit de l'aile lorsqu'elle s'éprit de Jeff Baylor (Dan Gauthier), un joueur de baseball. Et tandis qu'elle entretenait sa romance adultérine avec Baylor, Billy, lui, développa une connivence amoureuse avec Jennifer Mancini. Après que le divorce entre Billy et Samantha fut prononcé, elle quitta Melrose Place pour Tampa, où Jeff avait obtenu un poste de présentateur radio et le demanda en mariage.

### Craig Field
Craig débarque dans la série à partir de la saison 5 en tant que "jeune loup aux dents longues" ambitieux et prétentieux qui travaille en aval avec Amanda Woodward chez D&D Advertising. Il est le meilleur ami de Billy Campbell (Andrew Shue), et le fils du PDG de D&D, Arthur Field.
Craig entretient une aventure avec Amanda alors qu'elle est encore mariée à Peter. Cela mènera au divorce entre Peter et Amanda. Il aura plus tard une brève romance avec Samantha Reilly, mais qui ne mènera à rien. Plus tard, après une dispute entre lui et son père dans le bureau d'Amanda, il se battit avec lui et le tua accidentellement en lui provoquant un malaise cardiaque.
Craig, plus tard, tomba amoureux de Sydney Andrews, avec qui il monta "Field-Andrews Advertising", une société de publicité créé dans l'unique but de couler D&D et se venger d'Amanda. Alors que Craig et Sydney venaient de se marier et sortaient de la chapelle, Samantha Reilly (Brooke Langton) perdit le contrôle de sa voiture, fonça dans un abribus avant de faucher Sydney de plein fouet. Elle mourra sur le coup.
Craig, accablé par la mort de Sydney, ne parviendra jamais a s'en remettre réellement. Il commencera une brève romance avec la sœur de Michael Mancini, Jennifer Mancini. Cela s'achèvera mal lorsque Michael ruinera Craig et que Billy parviendra à faire péricliter sa société. À la suite de cela, il s'en prendra violemment à Jennifer et lui volera même sa voiture. Il lui adressera un dernier au revoir avant de s'enfuir, s'isoler dans un champ et de se tirer une balle dans la tête, incapable de vivre après le tragique décès de Sydney.Du coup, Craig ne verra jamais de ses propres yeux que Sydney est en réalité vivante.

### Jennifer Mancini
Jennifer apparaît à partir de la saison 5. Elle est la jeune sœur de Michael Mancini. Elle est présentée ici comme une jeune femme impétueuse et sûre d'elle. Elle est toujours là quand il s'agit de défendre les intérêts de son frère dans n'importe quelle situation.
Elle travaille en tant que barmaid chez "Upstairs", le club de Kyle McBride, un homme avec qui elle a eu une relation extraconjugale alors qu'il était encore marié à Taylor McBride.
Elle fut impliquée dans une romance avec son voisin, le jeune veuf Craig Field, mais qui tourna court lorsque celui-ci la trompa avec une serveuse lors du mariage de Billy et Samantha.
Il lui expliqua qu'il était incapable d'aller plus loin avec elle car il lui était devenu impossible d'avoir une relation sérieuse à la suite de la mort tragique de Sydney. Mais il accepta néanmoins de se mettre avec elle mais leur relation ne serait focalisée que sur le sexe.
Leur relation cessa lorsque Craig tenta de s'en prendre physiquement à elle et lui vola sa voiture. Craig se suicidera après avoir volé la voiture de Jennifer et lui avoir dit adieu. Jennifer, en apprenant la mort de Craig, fut inconsolable et se rapprocha peu à peu de son ami Billy Campbell, qui lui était en fait marié avec la meilleure amie de Jennifer, Samantha Reilly.
Alors que Samantha nouait une aventure adultérine avec un joueur de baseball mineur, Jeff Baylor, elle profita de cette opportunité pour se rapprocher de Billy. Les deux entamèrent alors une romance. Lorsque le divorce entre Billy et Samantha fut prononcé, Billy et Jennifer s'installèrent ensemble et se fiancèrent. Billy, qui venait d'obtenir une mutation à Rome, demanda naturellement à Jennifer de le suivre. Elle accepta et le couple emménagea à Rome et se marièrent finalement.

### Brett Cooper
Ancien amant de Kimberly Shaw lorsqu'elle était soignée à Cleveland, Brett (souvent appelé par son nom de famille, Cooper), endeuillé par la mort de celle-ci, décide de s'installer à Los Angeles pour se venger de Michael qu'il pense responsable de son décès. Cooper a pour but de salir la réputation de Michael et tente même de le tuer avec la complicité de Marion Shaw, la mère de Kimberly.
Cooper est l'ex-mari de Lexi. Il se remarie avec elle pour obtenir l'héritage promis par son père et qu'ils devaient se partager tous les deux. Il ne cache pas à Lexi sa relation avec Megan, l'ex-épouse de Michael. Leur relation prend fin lorsque Megan découvre les intentions machiavéliques de Cooper, qui projetait de tuer Lexi. Humilié, Cooper décide de partir à Philadelphie et de ne plus jamais revenir à Los Angeles.

### Ryan McBride
Ryan est le frère de Kyle. Ce dernier a longtemps cru qu'il avait couché avec sa femme Taylor mais grâce au journal intime de Matt, il apprend que ce n'était qu'un tissu de mensonges. Les deux frères se réconcilient. Ryan tombe amoureux de Megan. Cependant, ils mettront un certain temps avant de sortir ensemble car Ryan a eu une brève liaison avec Lexi. Par la suite, Ryan dévoile à Kyle qu'il a une fille, Sarah, qui est élevée par sa tante Terry (Alexandra Paul) à New York. Il la reprend avec lui et décide de l'élever avec Megan, qu'il épouse.

### Rhonda Blair
Toujours de bonne humeur, elle partage son appartement avec Sandy jusqu'à son départ. Danseuse de profession, elle donne des cours d'aérobic. Elle est la meilleure amie de son voisin Matt Fielding. Un jour, elle rencontre un homme fortuné, Terrence. C'est le coup de foudre et ils décident de se marier peu après.

### Sandy Harling
Sandy est une jeune et belle actrice débutante qui emménage à Melrose Place dans l'espoir de percer dans le cinéma. Elle est l'amie et colocataire de Rhonda. Elle travaille au Shooters. Elle aura une brève liaison avec Jake Hanson. Plus tard, Sandy décroche un rôle dans une série télévisée et quitte Los Angeles, son rêve s'étant finalement réalisé.

## Personnages secondaires
Les personnages suivants apparaissent dans le feuilleton de manière plus ou moins récurrente (crédités en tant que co-vedettes ou invités vedettes).

### Entourage deAmanda Woodward

#### Familles proches
Palmer Woodward
- Interprété par : Wayne Tippit
- Comédien de doublage (VF) : Gérard Dessalles
- Nombre d'épisodes : 13[1]
- Saisons : 1 ; 2 et 3
- Biographie :

Palmer Woodward  est le père d'Amanda. Très protecteur envers sa fille, il ne lui refuse rien. Il l'a élevée seul à la suite du départ de sa femme. Il a offert à Amanda un niveau de vie très confortable mais il était souvent absent, invoquant des voyages d'affaires, et déléguait l'éducation d'Amanda a une gouvernante qu'elle appelait affectueusement Nanny. Il a inculqué certaines valeurs à Amanda comme l'estime de soi, la confiance, l'ambition.

### Entourage deAlison Parker

#### Aventure Amoureuse
Keith Grey
- Interprété par : William R. Moses
- Comédien de doublage (VF) : Patrick Messe
- Nombre d'épisodes : 11
- Saisons : 1 ; 2
- Biographie :

Keith Grey est un biologiste marin il vivra une relation passionnée avec Alison avant qu'il lui apprenne qu'il est marié. À la suite de ces révélations Alison décide de mettre fin à leurs relations. Il va finalement la convaincre de se laisser une chance car il va divorcer.

### Entourage deMichael Mancini

#### Collaborateurs
Dr Stanley Levine
- Interprété par : Carmen Argenziano
- Nombre d'épisodes : 8
- Saisons : 1 et 2
- Biographie :

Dr Stanley Levine  est le chef service ou travail Michael. Les deux hommes ne s'entendent sur aucun point, en effet le Dr levine est un vrais despote n'accepte aucune absences il refusera a Michael de s'absenter pour la première échographie de sa 1er femme Jane. Lorsqu'un médecin fait une erreur le Dr Levine n’hésite pas a exagérer et a se montrer cruel.

### Entourage deJake Hanson

#### Familles proches
Stela Rivers
- Interprété par : Anita Morris
- Nombre d'épisodes : 1
- Saisons : 1
- Biographie :

Stella Rivers est la mère de Jack Hanson, avec qui elle entretient des relations tendues. En effet Jack lui reproche de ne pas avoir assumé son rôle de mère, son alcoolisme et de l'avoir expulsé du domicile familial en 1987 alors que Jack n'avait que 21 ans. En 1992 elle décide de rendre visite à son fils pour essayer de renouer le lien mère-fils tout en lui assurant avoir changé après quelques situations périlleuses elle finit par quitter Los Angeles tout en gardant un bon contact avec son fils. En 1995 Jack apprend son décès qui n'est pas visible par les téléspectateurs de plus on apprend qu'elle a un autre fils Jesse qui est le demi-frère de Jack sa vie ne s'est finalement pas améliorée car elle vivait dans une situation déplorable.